# زبان برنامه‌نویسی سی++ (کتاب)
زبان برنامه‌نویسی سی++ یک کتاب برنامه‌نویسی کامپیوتر است که اولین بار در اکتبر ۱۹۸۵ منتشر شد. این اولین کتابی بود که زبان برنامه‌نویسی C++ را که توسط خالق این زبان، بیارن استروستروپ نوشته شده بود، توصیف کرد. در غیاب استاندارد رسمی، این کتاب برای چندین سال به‌عنوان مستندسازی واقعی برای زبان C++ در حال تکامل استفاده شد، تا زمان انتشار ISO/IEC 14882:1998: زبان برنامه‌نویسی C++ استاندارد در ۱ سپتامبر ۱۹۹۸. همان‌طور که استاندارد با استانداردسازی زبان و الحاقات کتابخانه و با انتشار تصحیح‌های فنی تکامل یافت، نسخه‌های بعدی کتاب برای گنجاندن تغییرات جدید به روز شد.

## تاریخ
اولین نسخه زبان برنامه‌نویسی C++ در سال ۱۹۸۵ منتشر شد. با تکامل C++، نسخه دوم در ژوئیه ۱۹۹۱ منتشر شد که منعکس کننده تغییرات ایجاد شده بود.
چاپ سوم کتاب برای اولین بار در ۳۰ ژوئن ۱۹۹۷ منتشر شد. نسخه گالینگور نسخه سوم، با دو ضمیمه جدید، بعداً با عنوان زبان برنامه‌نویسی C++: نسخه ویژه در ۱۱ فوریه ۲۰۰۰ منتشر شد. هم نسخه سوم جلد نرم و هم «نسخه ویژه» جلد سخت از آن زمان تاکنون چندین بار با اصلاحات تجدید چاپ شده‌اند.
راه حل‌های C++ (شابک ‎۰-۲۰۱-۳۰۹۶۵-۳) یک کتاب همراه با ویرایش سوم زبان برنامه‌نویسی C++ است. که شامل راه حل‌هایی برای تمرین‌های منتخب زبان برنامه‌نویسی C++ است.
ویرایش چهارم این کتاب، که شامل C++11 است، در ۱۹ می ۲۰۱۳ منتشر شد.